# Андреоли, Гульельмо (младший)
Гульельмо Андреоли (младший) (итал. Guglielmo Andreoli; 9 января 1862, Мирандола — 26 апреля 1932, Модена) — итальянский пианист, музыкальный педагог и композитор. Брат Карло Андреоли и Гульельмо Андреоли-старшего.
Получил первые уроки игры на фортепиано и органе у своего отца Эванджелисты Андреоли (1810—1875). С 1876 г. учился в Миланской консерватории у Полибио Фумагалли (орган), Джованни Рампаццини (скрипка) и Антонио Бадзини (композиция). В 1877—1887 гг. ассистировал своему брату Карло Андреоли в проведении в Милане концертов Общества народных симфонических концертов (итал. Societа dei Concerti Sinfonici Popolari), в общей сложности состоялось 96 выступлений. Преподавал в Миланской консерватории гармонию, контрапункт и фортепиано, среди его учеников, в частности, Виктор де Сабата.
Композиторское наследие Андреоли включает симфоническую фантазию и две увертюры для оркестра, Реквием, струнный квартет, фортепианные и вокальные сочинения. Андреоли редактировал итальянские издания произведений Бетховена, Мендельсона, Вебера, Мошелеса, Раффа, Шопена, опубликовал учебник гармонии (1898, в соавторстве с Эдгардо Кодацци), ознаменовавший выход итальянской музыкальной педагогики на общеевропейский уровень теоретической подготовки.
Имя братьев Андреоли носит музыкальная школа в их родном городе Мирандоле.